# Suggan
För andra betydelser, se Suggan (olika betydelser).

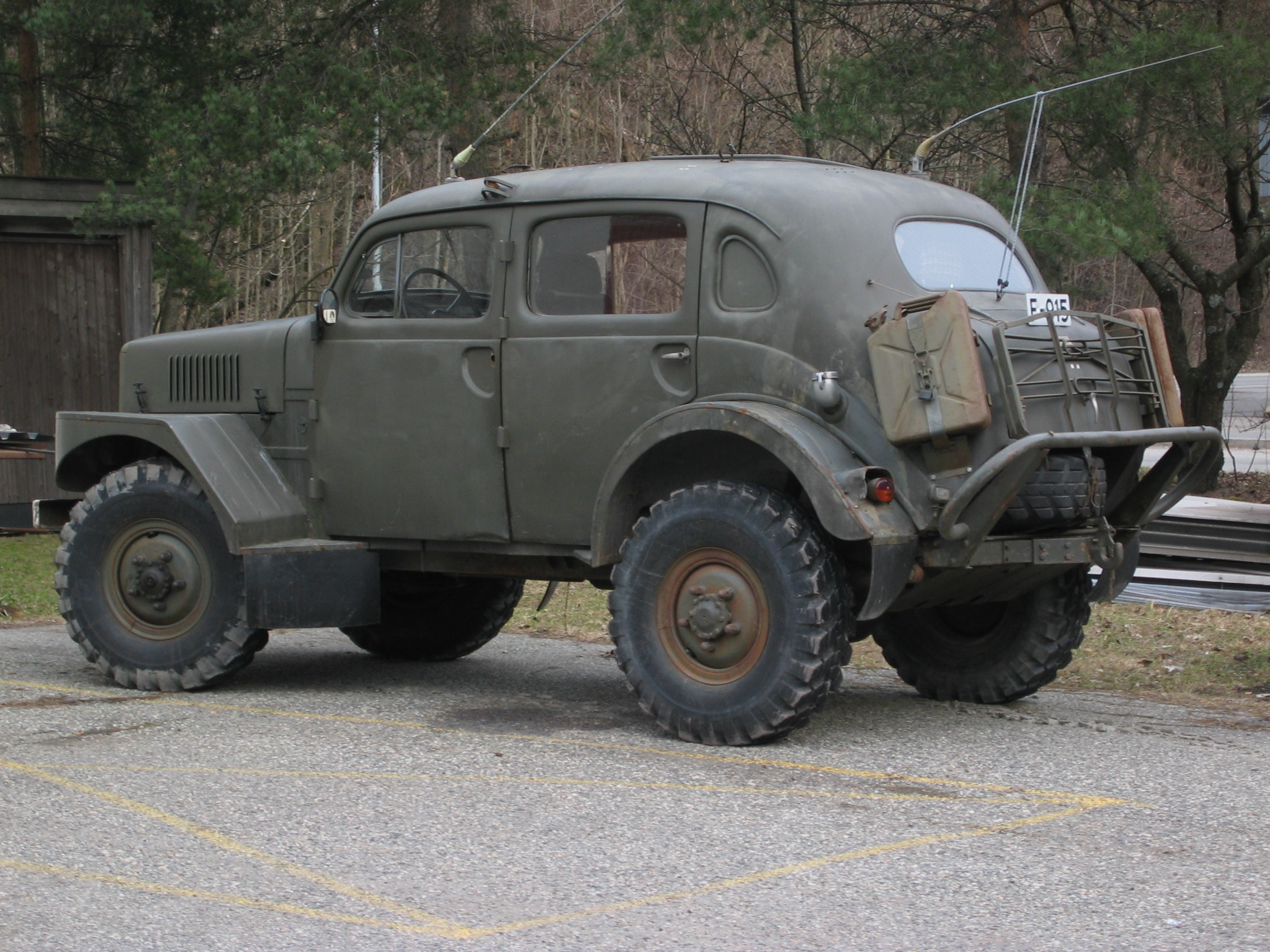
Terrängsuggan, RAPTGB 915.

Suggan är ursprungligen smeknamnet för Volvos taximodell PV800-serien, och användes också för det den terränggående modellen (RAPTGB 915), men har då ofta kallats Terrängsuggan eller Gråsuggan.